# Sabine (film)
Sabine is een Nederlandse film uit 1982, geregisseerd door René van Nie.
De film werd volledig opgenomen op Aruba met Rijk de Gooyer in de hoofdrol. Benthe Forrer werd gekozen voor de hoofdrol van dochter Nicky uit 500 meisjes. De op dat moment populaire Amerikaanse acteur Ben Vereen werd op het laatste moment gecast en werkte zonder vergoeding mee.

## Verhaal
Als Nicky vijftien jaar oud is ontmoet ze op Schiphol voor het eerst haar vader Nick, als ze samen vertrekken naar Aruba waar Nick een belangrijke deal moet sluiten. De jonge tiener stelt zich in eerste instantie afstandelijk op, maar vader en dochter worden al snel bevriend, wat ervoor zorgt dat Nick zijn order op het spel zet.
Voor Nicky gaat de vriendschap met haar vader over in verliefdheid en wordt ze jaloers op de minnaressen van haar vader. Om haar probleem te uiten vertelt ze haar vader een verhaal over haar vriendin Sabine.

## Rolverdeling
| Acteur         | Personage |
| -------------- | --------- |
| Rijk de Gooyer | Nick      |
| Benthe Forrer  | Nicky     |
| Ben Vereen     | Stanley   |
| Mike Burnstyn  | Mike      |

1896-1909 · 1910-19 · 1920-29 · 1930-39 · 1940-49 · 1950-59 · 1960-69 · 1970-79 · 1980-89 · 1990-99 · 2000-09 · 2010-19
· 2020-29